# Beginnings (Slade)
Beginnings è il primo album in studio del gruppo rock inglese Slade, pubblicato nel 1969 a nome Ambrose Slade.

## Tracce
1. Genesis – 3:17
2. Everybody's Next One (Steppenwolf cover) – 2:47
3. Knocking Nails Into My House (The Idle Race cover) – 2:25
4. Roach Daddy – 3:05
5. Ain't Got No Heart (The Mothers of Invention cover) – 2:38
6. Pity the Mother – 3:59
7. Mad Dog Cole – 2:43
8. Fly Me High (Moody Blues cover) – 2:57
9. If This World Were Mine (Marvin Gaye & Tammi Terrell cover) – 3:18
10. Martha My Dear (Beatles cover) – 2:20
11. Born to Be Wild (Steppenwolf cover) – 3:25
12. Journey to the Centre of Your Mind (The Amboy Dukes cover) – 2:56

## Formazione
- Noddy Holder - voce, chitarra
- Dave Hill - chitarra
- Jim Lea - basso
- Don Powell - batteria